# Yeomen of the Guard

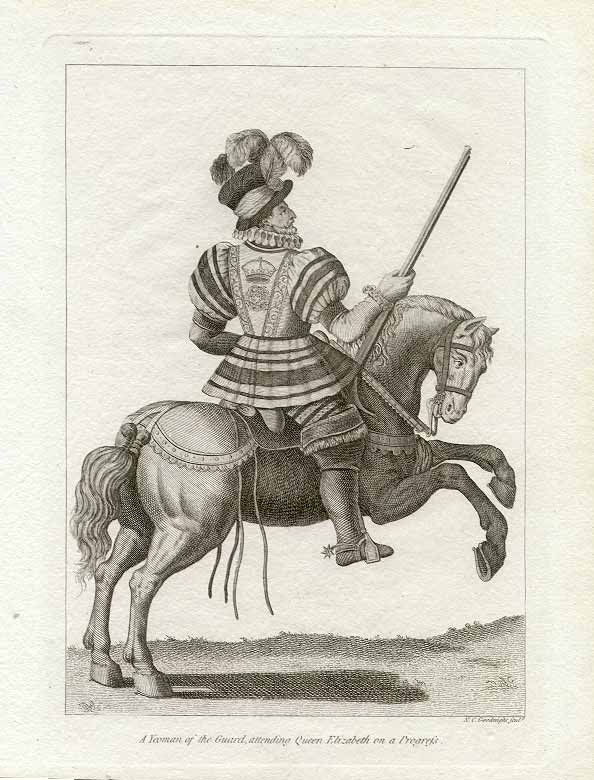
Yeomen z czasów Elżbiety I

Straż Przyboczna Jego Królewskiej Mości Yeomenów Gwardii (ang. King’s Body Guard of the Yeomen of the Guard) – jeden z oddziałów straży przybocznej brytyjskiego monarchy, najstarsza jednostka wojskowa w armii brytyjskiej, utworzona przez króla Henryka VII w 1485 r. Obecnie oddział liczy 60 żołnierzy i 6 oficerów, którzy są rekrutowani spośród emerytowanych żołnierzy British Army, Royal Marines i Royal Air Force, ale nigdy Royal Navy. Funkcja kapitana Yeomenów jest stanowiskiem politycznym – zawsze jest on zastępcą głównego whipa w Izbie Lordów.
Obecnie Yeomeni pełnią wyłącznie ceremonialną rolę. Towarzyszą monarsze podczas Royal Maundy Service, podczas inwesytytury najważniejszych dostojników oraz podczas Garden Parties w pałacu Buckingham. Podczas uroczystego otwarcia sesji parlamentu Yeomeni sprawdzają piwnice gmachu parlamentu na pamiątkę spisku prochowego Guya Fawkesa z 1605 r. W XVIII w. 40 Yeomenów pełniło służbę w dzień, a 20 w nocy. Było tak do 1813 r.
Wszyscy Yeomeni muszą mieć ukończone 42 lata, ale muszą mieć mniej niż 55 lat (w chwili mianowania). Muszą posiadać co najmniej stopień sierżanta, ale nie mogą być w służbie czynnej. Muszą mieć odbyte 22 lata służby i uzyskać odznaczenie Long Service and Good Conduct Medal (LS&GCM). Po ukończeniu 70 roku życia nie są już powoływani do służby. Nowych członków do oddziału rekomenduje monarsze lord szambelan.
Yeomeni noszą tradycyjne stroje pochodzące z okresu Tudorów. Na strój składa się czerwona tunika z purpurowymi wyłogami oraz złotymi wzorami. Czerwonego koloru jest również pasek i pończochy. Buty są czarne z różą w kolorach białym, czerwony i niebieskim. Yeomeni noszą również czarne kapelusze. Na strojach naszyta jest korona Tudorów z czerwoną różą Lancasterów, koniczyna i oset. Wyhaftowane jest również motto "Bóg i moje prawo" (Dieu et mon droit) oraz inicjały panującego monarchy.

## Bitwy z udziałem Yeomen of the Guard
- bitwa pod Stoke, 1487
- oblężenie Boulogne, 1492
- bitwa pod Deptford Bridge, 1497
- oblężenie Tournai po bitwie pod Guinegate, 1513
- oblężenie Boulogne, 1544
- bitwa nad Boyne, 1690
- bitwa pod Dettingen, 1743

## Kapitanowie Yeomen of the Guard
- 1486–1488: John de Vere, 13. hrabia Oxford
- 1488–1514: Charles Somerset, 1. hrabia Worcester
- 1514–1521: Henry Guilford
- 1521–1523: Henry Marney
- 1523–1536: William Kingston
- 1536–1550: Anthony Wingfield
- 1550–1553: Thomas Darcy, 1. baron Darcy of Chiche
- 1553–1558: Henry Jernyngham
- 1558–1569: William St Loe
- 1569–1578: Francis Knowlys
- 1578–1587: Christopher Hatton
- 1587–1592: Henry Goodier
- 1592–1597: John Best
- 1597–1603: Walter Raleigh
- 1603–1617: Thomas Erskine, 1. wicehrabia Fentoun
- 1617–1625: Henry Rich, 1. hrabia Holland
- 1625–1632: Christopher Musgrave
- 1632–1635: George Hay, 1. hrabia Kinnoull
- 1635–1649: William Douglas, 7. hrabia Morton
- 1660–1662: George Villiers, 4. wicehrabia Grandison
- 1662–1670: Charles Goring, 2. hrabia Norwich
- 1670–1702: Charles Montagu, 4. hrabia Manchester
- 1702–1707: William Cavendish, markiz Hartington
- 1707–1714: Charles Townshend, 2. wicehrabia Townshend
- 1714–1715: Henry Paget, 1. hrabia Uxbridge
- 1715–1723: James Stanley, 10. hrabia Derby
- 1723–1725: Philip Stanhope, lord Stanhope
- 1725–1731: John Sidney, 6. hrabia Leicester
- 1731–1733: John Ashburnham, 1. hrabia Ashburnham
- 1733–1737: Charles Bennet, 2. hrabia Tankerville
- 1737–1739: William Montagu, 2. książę Manchester
- 1739–1743: William Capell, 3. hrabia Essex
- 1743–1746: John Berkeley, 5. baron Berkeley of Stratton
- 1746–1747: Pattee Byng, 2. wicehrabia Torrington
- 1747–1782: Hugh Boscawen, 2. wicehrabia Falmouth
- 1782–1783: John Sackville, 3. książę Dorset
- 1783–1783: George Cholmondeley, 4. hrabia Cholmondeley
- 1783–1804: Heneage Finch, 4. hrabia Aylesford
- 1804–1804: Thomas Pelham
- 1804–1830: George Parker, 4. hrabia Macclesfield
- 1830–1834: Ulick de Burgh, 1. markiz Clanricarde
- 1834–1834: Archibald Acheson, 2. hrabia Gosford
- 1834–1835: Henry Devereux, 14. wicehrabia Hereford
- 1835–1835: Archibald Acheson, 2. hrabia Gosford
- 1835–1841: Henry Fox-Strangways, 3. hrabia Ilchester
- 1841–1841: Henry Howard, hrabia Suffolk
- 1841–1842: John Kerr, 7. markiz Lothian
- 1842–1846: George Percy, 2. hrabia Beverley
- 1846–1848: Lucius Cary, 10. wicehrabia Falkland
- 1848–1852: George Chichester, 3. markiz Donegall
- 1852–1852: William FitzGerald-de Ros, 23. baron de Ros
- 1852–1858: John Townshend, 3. wicehrabia Sydney
- 1858–1859: William FitzGerald-de Ros, 23. baron de Ros
- 1859–1866: Henry Reynolds-Moreton, 3. hrabia Ducie
- 1866–1868: Henry Cadogan, 4. hrabia Cadogan
- 1868–1874: William Beauclerk, 10. książę St Albans
- 1874–1880: Edward Bootle-Wilbraham, 2. baron Skelmersdale
- 1880–1885: William Monson, 7. baron Monson
- 1885–1886: George Barrington, 7. wicehrabia Barrington
- 1886–1886: William Monson, 7. baron Monson
- 1886–1889: Algernon Keith-Falconer, 9. hrabia Kintore
- 1889–1892: William Pery, 3. hrabia Limerick
- 1892–1895: William Edwardes, 4. baron Kensington
- 1895–1896: William Pery, 3. hrabia Limerick
- 1896–1905: William Waldegrave, 9. hrabia Waldegrave
- 1905–1908: William Montagu, 9. książę Manchester
- 1908–1911: Wentworth Beaumont, 2. baron Allendale
- 1911–1915: William Craven, 4. hrabia Craven
- 1915–1918: Charles Harbord, 6. baron Suffield
- 1918–1924: Hylton Jolliffe, 3. baron Hylton
- 1924–1924: vacat
- 1924–1929: William Grenfell, 1. baron Desborough
- 1929–1931: vacat
- 1931–1934: Donald Howard, 3. baron Strathcona i Mount Royal
- 1934–1945: Arthur Chichester, 4. baron Templemore
- 1945–1949: Alexander Walkden, 1. baron Walkden
- 1949–1949: George Shepherd, 1. baron Shepherd
- 1949–1950: George Lucas, 1. baron Lucas of Chilworth
- 1950–1951: George Bingham, 6. baron Lucan
- 1951–1951: George Archibald, 1. baron Archibald
- 1951–1960: William Onslow, 6. hrabia Onslow
- 1960–1962: Peter Legh, 4. baron Newton
- 1962–1964: John Goschen, 3. wicehrabia Goschen
- 1964–1970: Frank Bowles, baron Bowles
- 1970–1971: John Goschen, 3. wicehrabia Goschen
- 1971–1974: Bertram Bowyer, 2. baron Denham
- 1974–1979: David Kenworthy, 11. baron Strabolgi
- 1979–1982: Richard Hill, 7. baron Sandys
- 1982–1986: David Cunliffe-Lister, 2. hrabia Swinton
- 1986–1991: John Davidson, 2. wicehrabia Davidson
- 1991–1994: Michael Bowes-Lyon, 18. hrabia Strathmore i Kinghorne
- 1994–1995: Arthur Gore, 9. hrabia Arran
- 1995–1997: Nicholas Cavendish, 6. baron Chesham
- 1997–2003: Andrew McIntosh, baron McIntosh of Haringey
- od 2003: Bryan Davies, baron Davies of Oldham